# Hugo Gomes dos Santos Silva
Hugo Gomes dos Santos Silva, meglio noto come Jajá (Rio de Janeiro, 18 marzo 1995), è un calciatore brasiliano, centrocampista del Dewa Utd.

## Caratteristiche tecniche
È un trequartista.

## Carriera

### Club
Ha giocato nella prima divisione brasiliana, in quella svedese ed in quella indonesiana.

### Nazionale
Nel 2015 è stato convocato dal Brasile per disputare i Mondiali Under-20.